# Rudolf Kriszeleit
Rudolf Ernst Carl Kriszeleit (* 11. April 1955 in Frankfurt am Main) ist ein deutscher Jurist. Er war vom 5. Februar 2009 bis 18. Januar 2014 Staatssekretär für Justiz und Integration im Hessischen Ministerium der Justiz, für Integration und Europa.

## Werdegang
Kriszeleit wurde als Sohn des Rechtsanwalts und Notars Ulrich Kriszeleit und seiner Ehefrau Brigitte (geb. Schörg) geboren. Er besuchte bis zum Abitur im Jahr 1973 die Ziehenschule in Frankfurt am Main, die Oberstufe besuchte er gemeinsam mit Matthias Horx und Karl-Heinz Wellmann. Direkt nach dem Abitur verbrachte er fünf Monate in einer Lungenheilstätte im Schwarzwald, da er zu jenen 24 Ziehen-Schülern gehörte, die 1973 an Lungentuberkulose erkrankt waren. Danach studierte er Rechtswissenschaft an der Johann Wolfgang Goethe-Universität Frankfurt am Main und legte 1982 das Zweite juristische Staatsexamen ab. Zugleich studierte er von 1974 bis 1979 an der Frankfurter Universität Volkswirtschaftslehre; dieses Studium schloss er 1979 mit der Diplom-Prüfung ab. Im April 1994 folgte die Promotion zum Dr. jur. an der Universität Hannover. Nach dem Abschluss beider Studiengänge unternahm er eine sechseinhalb Monate dauernde Weltreise, während des anschließenden juristischen Referendariats arbeitete er sechs Monate lang bei der deutsch-indonesischen Handelskammer in Jakarta.
Rudolf Kriszeleit ist mit der Dipl.-Sozialpädagogin Heike Klarmann-Kriszeleit verheiratet, das Paar hat drei Kinder.

## Berufliche Arbeit
Von 1982 bis 1983 war Kriszeleit als Wissenschaftlicher Assistent am Institut für Internationales Wirtschaftsrecht der Universität Frankfurt beschäftigt, danach bis 1987 als Staatsanwalt bei der Staatsanwaltschaft am Landgericht Frankfurt am Main für das Fachgebiet Wirtschaftsstrafsachen, insbesondere Kapitalanlagebetrug. Von 1987 bis 1990 befasste er sich als Referent der FDP-Fraktion im Hessischen Landtag mit Fragen der Innen-, Rechts- und Haushaltspolitik, anschließend – von 1990 bis 1995 – war er Referatsleiter beim Hessischen Ministerium der Finanzen und dort für Grundsatzfragen der Finanzpolitik, der Finanzplanung und der Finanzverfassung sowie für Bundesratsangelegenheiten zuständig.
Von 1995 bis 2001 war Kriszeleit Finanzreferent und Leiter der Finanzabteilung der Evangelischen Kirche in Hessen und Nassau (EKHN) sowie Geschäftsführer der Versorgungsstiftung der EKHN. In diese Zeit fielen die ersten größeren Entscheidungen zur Sanierung des Haushalts der EKHN. 2001 wechselte er als Vorstandsmitglied zur Investitionsbank Hessen und wurde zugleich Geschäftsführer der Mittelständischen Beteiligungsgesellschaft Hessen mbH (MBG H). 2003 war er Aufsichtsratsmitglied der Frankfurter Diakonie-Kliniken gGmbH (FDK) (heute Agaplesion).
Von 2009 bis 2014 war Kriszeleit Staatssekretär im Hessischen Ministerium der Justiz, für Integration und Europa. Nach der Landtagswahl in Hessen 2013 und einem Wechsel der Koalition von CDU und FDP zu einer Koalition von CDU und Grünen wurde er zum Termin der Neubildung der Hessischen Landesregierung im Januar 2014 (Kabinett Bouffier II) in den einstweiligen Ruhestand versetzt.
Seit 2014 ist er Partner der Rechtsanwaltskanzlei Böttcher Bruch Schütze in Frankfurt am Main.

## Ehrenamtliches Engagement
Seit 1976 ist Kriszeleit Mitglied der FDP, während seines Studiums war er zudem im Liberalen Hochschulverband aktiv. Seit 2005 gehört er dem FDP-Kreisvorstand Frankfurt am Main an.
Von 2013 bis 2022 gehörte Kriszeleit der Stiftungsratsleitung der Schader-Stiftung in Darmstadt an, von Mai 2016 bis Mai 2022 als Vorsitzender des Stiftungsrats. Er gehört weiterhin dem Lenkungskreis Integrationsprojekte der Stiftung an.
Kriszeleit gehört dem Stiftungsrat der Stiftung Hilfe für die bedrohte Tierwelt (HbT) an, ist Mitglied im Präsidium des Deutschen Evangelischen Kirchentags und Mitglied im kleinen Konvent (dem ehrenamtlichen Vorstand) der Evangelischen Akademie Frankfurt.
Im September 2018 wurde Kriszeleit gemeinsam mit seinem katholischen Partner Bernd Heidenreich zum Vorsitzenden des Vereins gewählt, der den Dritten ökumenischen Kirchentag im Mai 2021 in Frankfurt am Main vorbereitete und durchführte.

## Schriften
- Rudolf Kriszeleit: Berücksichtigung der Besteuerung von monetären Schadensersatzleistungen bei der Schadensberechnung. Shaker, 1995, ISBN 978-3-8265-5212-0.

## Belege
1. ↑  FDP-Fraktion im Landtag: Biographische Notiz. (Memento vom 24. September 2015 im Internet Archive). Im Original publiziert auf den Webseiten der FDp-Landtagsfraktion.
2. ↑  Thema der Diplomarbeit: Börsenzulassung: Ökonomische Analyse rechtlicher Regelungen
3. ↑  Promotion (cum laude); Thema der Dissertation: Zivilrechtliche Schadensersatzansprüche in Geld und Steuerrecht
4. ↑  Beruflicher Werdegang. Auf: bbsffm.de, zuletzt abgerufen am 5. Mai 2022.
5. ↑  Dr. Rudolf Kriszeleit ist Vorsitzender des Stiftungsrats der Schader-Stiftung. Auf: schader-stiftung.de, zuletzt abgerufen am 5. Mai 2022.
6. ↑  Zoologische Gesellschaft Frankfurt (Memento vom 27. November 2013 im Internet Archive)
7. ↑  kirchentag.de: Das Präsidium. (Memento vom 5. Juli 2014 im Internet Archive) eingesehen am 30. März 2014
8. ↑  Der nächste Schritt zum Ökumenischen Kirchentag 2021. (Memento vom 19. November 2018 im Internet Archive). Im Original publiziert auf oekt-frankfurt.de vom 26. September 2018.

| Personendaten    | Personendaten                                      |
| ---------------- | -------------------------------------------------- |
| NAME             | Kriszeleit, Rudolf                                 |
| ALTERNATIVNAMEN  | Kriszeleit, Rudolf Ernst Carl (vollständiger Name) |
| KURZBESCHREIBUNG | deutscher Jurist und hessischer Staatssekretär     |
| GEBURTSDATUM     | 11. April 1955                                     |
| GEBURTSORT       | Frankfurt am Main                                  |